# Andrés Seguí Mercadal
Andrés Seguí Mercadal (Maó, 1931) és un enginyer naval menorquí. Llicenciat en enginyeria naval, inicià el seu treball a l'empresa Sender, dedicada a la producció de navilis i, lligat a Bilbao per raons de matrimoni, decideix crear Equimar, una empresa que dissenyava i construïa vaixells. A més, comença a crear una xarxa de transport amb plataformes, petroliers i altres tipus de navilis.
La seva gran innovació fou introduir a Espanya el sistema de transport amb contenidors. Crea una fàbrica de contenidors a Saragossa i, paral·lelament, muntà una gran cadena de transport fixant bases portuàries als ports més importants d'Espanya. Avui, el grup que va crear està diversificat i actua mitjançant diferents empreses: Contenemar, Iscomar S.A., Canaria Marítima de Consignaciones S.A., Arguimbau S.A., Tasmar S.A., Marcargo S.A., etc. De totes elles, s'ha de destacar a les Illes Balears Iscomar S.A., que és la que actua com a consignatària i estibadora a Balears. Té seus a Palma, Maó i Eivissa i cobreix el transport entre les illes. A més, ha establert una línia regular de transport de passatgers entre Alcúdia i Ciutadella de Menorca. El 2005 va rebre el Premi Ramon Llull malgrat que el 1991 fou acusat de contraban de ramat i falsificació de document públic i privat.